# Municipio de Nuevo Casas Grandes
El municipio de Nuevo Casas Grandes es uno de los 67 municipios en que se encuentra dividido el estado mexicano de Chihuahua, situado en la zona noroeste del estado, su cabecera es la ciudad de Nuevo Casas Grandes, principal ciudad de esa región del estado.

## Geografía
Nuevo Casas Grandes limita con los municipios de Janos, Ascensión, Galeana, Buenaventura y Casas Grandes. Tiene una extensión territorial de 2,071.8 km².

### Orografía e hidrografía
Su territorio es mayoritariamente plano, con algunas ondulaciones bajas, las principales corrientes de agua la forma el Río Casas Grandes, que forma parte de la vertiente interior del estado, es decir, forma una cuenca cerrada desembocando en la Laguna de Guzmán. 
Hidrológicamente el territorio del municipio de Nuevo Casas Grandes está dividido en dos cuencas, la mitad oeste del territorio está formada por la Cuenca Río Casas Grandes, y la mitad este por la Cuenca Río Santa María. Ambas cuencas forman parte de la Región Hidrológica Cuencas Cerradas del Norte.

### Clima y ecosistemas
El clima es semiárido extremoso, con temperaturas que varía de 41.5 °C y -17.5 °C; la vegetación consta principalmente de cactáceas, palma, yuca, mezquite, biznaga y gobernadora.

## Demografía
Según el Conteo de Población y Vivienda de 2020 realizado por el Instituto Nacional de Estadística y Geografía, la población del municipio de Nuevo Casas Grandes es de 65,753 habitantes, de los cuales 32,139 son hombres y 33,614 son mujeres.

### Localidades
En el censo de 2020 el municipio de Nuevo Casas Grandes contaba con 79 localidades.
| Código INEGI      | Localidad           | Población (2020) |
| ----------------- | ------------------- | ---------------- |
| 080500001         | Nuevo Casas Grandes | 62 038           |
| Otras localidades | Otras localidades   | 3 715            |
| Total municipal   | Total municipal     | 65 753           |

## Política
El gobierno del municipio es encabezado por el Ayuntamiento, formado por un Presidente Municipal, un síndico, ocho regidores de mayoría y seis de representación proporcional, son electos cada tres años sin poder ser reelectos para el periodo inmediato. Todos entran a ejercer su cargo el día 10 de octubre del año en que se realizó la elección.

### División administrativa
Nuevo Casas Grandes no tiene ninguna sección municipal, las principales poblaciones son la cabcera municipal Nuevo Casas Grandes, Sección Hidalgo, Colonia Madero, Colonia Buena Fé y Ejido Hidalgo.

### Representación legislativa
Para la elección de diputados federales y locales, el municipio se encuentra inscrito en los siguientes distritos:
Local:
- Distrito electoral local 1 de Chihuahua con cabecera en Nuevo Casas Grandes.

Federal:
- Distrito electoral federal 2 de Chihuahua con cabecera en Ciudad Juárez.[11]

### Presidentes municipales
| Presidente                      | Periodo   | Partido                           |
| ------------------------------- | --------- | --------------------------------- |
| J. Andrés Campa                 | 1953-1956 |                                   |
| Eduardo Corona                  | 1956-1957 |                                   |
| Carlos Prado                    | 1957-1959 |                                   |
| Armando Quevedo                 | 1959-1962 |                                   |
| Armando Vázquez                 | 1962-1964 |                                   |
| Héctor González G.              | 1965-1968 |                                   |
| Alfredo Caraveo                 | 1968-1971 |                                   |
| Cristóbal Jaramillo             | 1971-1974 |                                   |
| Raúl Armendáriz Domínguez       | 1974-1976 |                                   |
| Jesús Gómez Torres              | 1976-1977 |                                   |
| Armando Domínguez               | 1977-1980 |                                   |
| Raymundo Gómez                  | 1980-1983 |                                   |
| Florentino Ávila                | 1983-1984 | Presidente del Consejo Municipal. |
| Carlos U. Domínguez             | 1984-1986 |                                   |
| Salvador Bautista Vargas        | 1986-1989 |                                   |
| Saúl Arroyos Torres             | 1989-1991 |                                   |
| Jesús Gómez Torres              | 1991-1992 |                                   |
| Saúl Ruiz Arriaga               | 1992-1995 |                                   |
| Eduardo Murillo                 | 1995-1998 |                                   |
| José Mario Wong                 | 1998-2001 |                                   |
| Jesús María Aú Domínguez        | 2001-2004 |                                   |
| Orlando Polanco Rascón          | 2004-2007 |                                   |
| Jesús Manuel Pendones Fernández | 2007-2010 |                                   |
| Luis Fernando Cobos Sáenz       | 2010-2013 |                                   |
| Jesús Rodolfo Soltero Aguirre   | 2013-2016 |                                   |
| David Martínez Garrido          | 2016-2018 |                                   |
| Hector Mario Galaz Griego       | 2018-2021 |                                   |
| Cynthia Marina Ceballos Delgado | 2021-2023 |                                   |
| Edith Escarcega Escontrias      | 2023-     |                                   |